# Dmitrij Prudnikov
Dmitrij Sergeevič Prudnikov (in russo Дмитрий Сергеевич Прудников?; Krasnotur'insk, 6 gennaio 1988) è un giocatore di calcio a 5 russo.

## Carriera
Schierato come ultimo, nella stagione 2008-09 difende i colori della squadra russa di Superleague e campione d'Europa del VIZ-Sinara. Capitano della Nazionale Under-21 di calcio a 5 della Russia, partecipa e vince il primo campionato europeo di calcio a 5 Under-21, ospitato proprio dalla Russia nel 2008.

## Palmarès

### Competizioni nazionali
- Campionato russo: 4
Sinara: 2008-09, 2009-10, 2020-21
Dina Mosca: 2013-14

- Coppa della Russia: 4
Sinara: 2006-07, 2021-22, 2022-23
Dina Mosca: 2016-17

### Competizioni internazionali
- Coppa UEFA: 1
Sinara: 2007-08